# Laboratorios Rovi
Laboratorios Farmacéuticos Rovi és una companyia farmacèutica espanyola amb seu a Madrid.

## Història
Va ser fundada per Juan López-Belmonte, que va sortir d'Albacete el 1939 d'una capital assolada per la guerra civil que va ser bombardejada fins a deu ocasions, per traslladar-se a Madrid, creant el 1939 PAN Química Farmacèutica. Poc després de la seva fundació Pfizer va comprar les seves instal·lacions i es va quedar amb la majoria dels treballadors. El 1946 l'empresa es va transformar en l'actual Laboratoris Rovi. Va destacar per la patent de la bemiparina, una heparina de baix pes molecular. Un altre dels seus èxits va ser el supositori de glicerina, que contenia com a principi actiu el glicerol. És un medicament laxant i s'administra per via rectal. El 2007 va sortir a borsa, cosa que va permetre el creixement internacional de la companyia.
El 2020 Rovi va aconseguir un acord amb Moderna per produir a Espanya la vacuna contra el COVID-19 de la companyia estatunidenca per als mercats de fora dels Estats Units. El 26 d'octubre del 2020 el president del Govern, Pedro Sánchez, va visitar les seves instal·lacions i va agrair a l'empresa que fabricarà les primeres vacunes contra el COVID-19 en territori espanyol des de principis del 2021. Des del desembre del 2021, forma part de l'índex borsari IBEX 35.